# Hednota haplotypa
Hednota haplotypa là một loài bướm đêm trong họ Crambidae.